# Мацкевич Володимир Михайлович
Володимир Михайлович Мацкевич (26 лютого 1929, Сидорівська сільрада, Івановська промислова область — 1986, Якутськ) — шофер Якутського управління автомобільного транспорту, Герой Соціалістичної Праці (1966).

## Біографія
З 1943 року працював у гаражі МВС підсобником, з 1945 — водієм. В 1950-1953 роки служив у Радянській Армії.
З 1953 року працював у автотранспортній колоні № 1 м. Якутська. Виконував річний план до 200 %, не мав аварій, забезпечував економію матеріальних ресурсів.
12 жовтня 1966 року удостоєний звання Героя Соціалістичної Праці.
Обирався членом Якутського міськкому КПРС.

## Нагороди
- знак «Почесний автотранспортник РРФСР»
- медаль " Серп і Молот "Героя Соціалістичної праці і орден Леніна (5.10.1966) — за видатні успіхи, досягнуті у виконанні завдань семирічного плану перевезень народногосподарських вантажів і пасажирів, будівництву, ремонту та утриманню автомобільних доріг
- орден Трудової Слави 3-го ступеня (22.4.1975)
- Почесний громадянин Якутська (22.6.1982)
- орден Леніна (5.10.1986).